# Geneviève (pigenavn)
 For alternative betydninger, se Geneviève. (Se også artikler, som begynder med Geneviève)
Geneviève er et dansk pigenavn, også brugt i mange andre sprog.

## Kendte kvinder med navnet Geneviève
- Geneviève Bujold, canadisk skuespiller